# Miguel Cruchaga Montt
Miguel Cruchaga Montt (Santiago, 15 de mayo de 1840 - Valparaíso, 27 de julio de 1887) fue un abogado y político chileno, miembro del Partido Conservador.

## Familia y estudios
Nació en Santiago de Chile, el 15 de mayo de 1840, hijo de Vicente Cruchaga Amigot y Tránsito Montt Armaza.

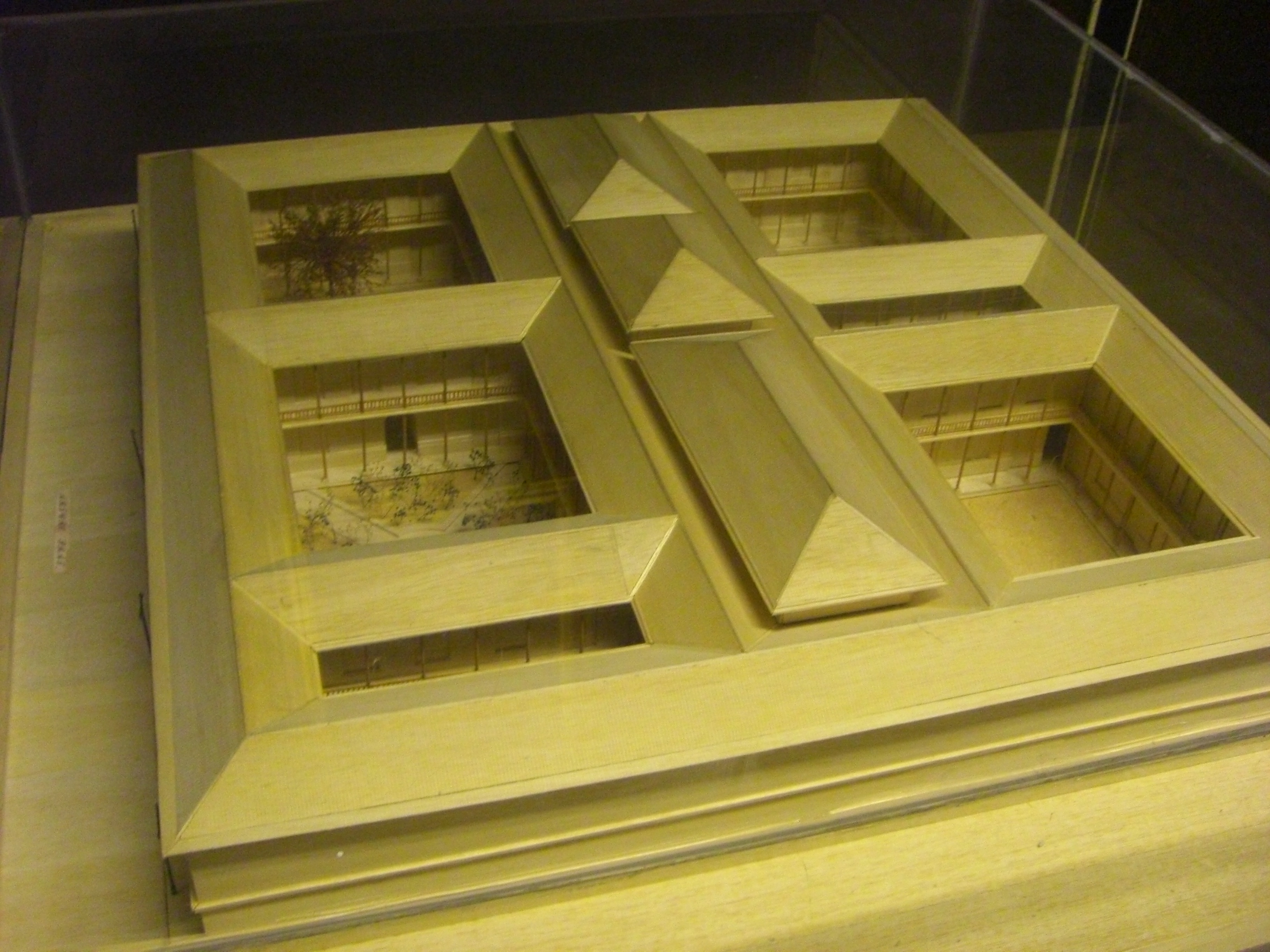
Maqueta del antiguo edificio que albergó al Instituto Nacional entre 1850 y 1960.

Realizó sus estudios primarios y secundarios en el Instituto Nacional en Santiago, y luego cursó leyes, recibiendose como abogado el 7 de junio de 1860. Fue discípulo del liberal francés radicado en Chile Gustave Courcelle-Seneuil.
Se dedicó a la docencia y ejerció la cátedra de economía política en la Escuela de Leyes de la Universidad del Estado, entre los años 1864 y 1880; se especializó tanto en el ramo, que publicó un Tratado de Economía Política. Fue un estudioso de la economía, y uno de los primeros especialistas chilenos en este ámbito; formó discípulos y aplicó sus conocimientos en la legislación en el Congreso Nacional.
Se casó en Santiago, el 31 de julio de 1862, con María del Carmen Tocornal Vergara, con quien tuvo once hijos; incluyendo a Miguel Cruchaga Tocornal, quien fuera ministro de Estado, diputado y senador.

## Trayectoria política
Militante del Partido Conservador, en 1856 fue nominado como oficial en el Ministerio de Hacienda y llegó a ser años más tarde, jefe de sección.
En las elecciones parlamentarias de 1864, fue electo como diputado suplente por Talca, por el período 1864-1867; electo como diputado suplente, se incorporó en propiedad, en lugar de Antonio Varas, que electo también propietario por Valparaíso y Santiago, optó por la capital.
En las parlamentarias de 1870, fue elegido nuevamente como diputado suplente, pero esta vez por Petorca, por el período legislativo 1870-1873. A la calificación se presentaron dobles poderes: unos que favorecían a Ruperto Ovalle Vicuña y Pablo Flores, para propietarios, y a José Antonio Soffia, para suplente. Y otros, a Ambrosio Montt Luco y Ramón Cerda Concha para propietarios y a Miguel Cruchaga para suplente. En sesión de 30 de julio de 1870, se aprobaron estos últimos, incorporándose Ramón Cerda y Miguel Cruchaga en propiedad, por haber optado por Freirina, Ambrosio Montt. También fue electo diputado propietario por Curicó. Pero a la calificación también se presentaron dobles poderes: unos que favorecían a José Besa, a Miguel Cruchaga y a Miguel Castillo, para propietarios, y a Filidor Rodríguez y a Marcial Martínez, para suplentes; y otros, que acreditaban la elección de José Besa, Gabriel Vidal y a Ramón Barros Luco, propietarios, y Enrique del Solar y Filidor Rodríguez como suplentes. El 13 de octubre de 1870 se aprobaron los poderes de Besa, Vidal y Barros Luco, rechazándose los de Cruchaga y Castillo. Como suplente se aprobaron los poderes de Filidor Rodríguez y Enrique del Solar, rechazándose los de Marcial Martínez y declarándose que del Solar debía ocupar el primer lugar entre éstos. Participó en el Congreso Constituyente de 1870, cuyo objetivo fue reformas a la Constitución Política de 1833.
En las elecciones parlamentarias de 1885, fue elegido como diputado propietario por Curepto, por el período 1885-1888; integró la Comisión Permanente de Elecciones, Calificadora de Peticiones. Aunque no tuvo puestos sobresalientes en la administración pública, su oportuno consejo y su palabra sabia, llegó al más alto nivel gubernamental.

## Últimos años y fallecimiento
En sus últimos años continuó escribiendo algunos libros sobre temas económicos, colaboró en diarios y contribuyó a la fundación de la Revista económica, en 1886, junto al diputado Zorobabel Rodríguez; en la Revista artes y letras publicó un extenso trabajo sobre la Hacienda Pública de Chile. También, fundó el diario El Progreso y fue redactor en asuntos económicos, del diario Los Tiempos.
Además, contribuyó a la organización del Club de la Reforma.
Una vieja dolencia lo hizo recluírse en la comuna de Viña del Mar y abandonar un tiempo los negocios profesionales y el escenario político.
Falleció en Valparaíso, Chile, sin haber terminado su período parlamentario, el 27 de julio de 1887.